# Санкт-Петербургский монетный двор

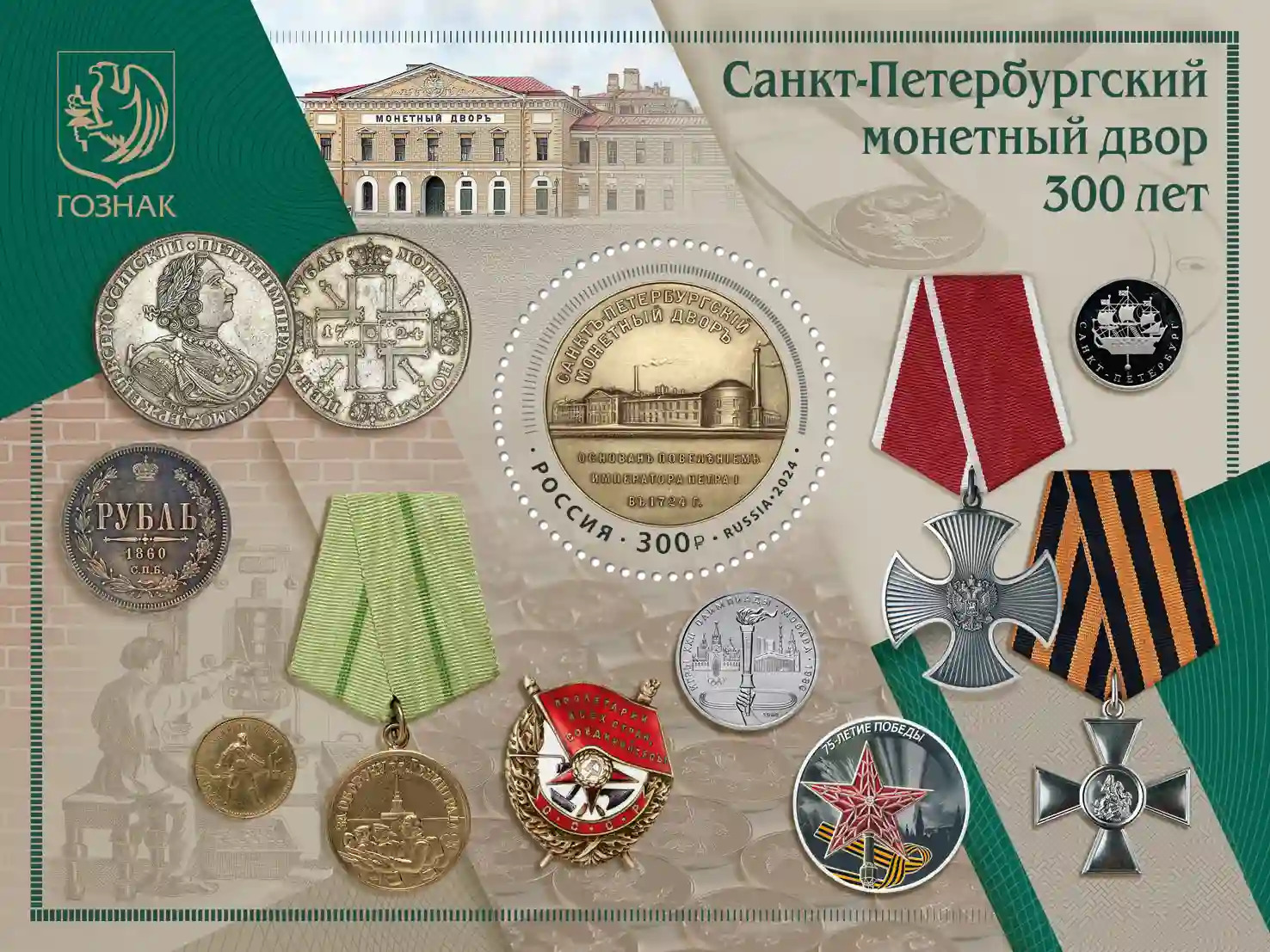
Почтовый блок России 2024 года к 300-летию Санкт-Петербургского монетного двора

Санкт-Петербу́ргский моне́тный двор Гозна́ка (в 1914—1924 — Петроградский монетный двор, в 1924—1996 — Ленинградский монетный двор) — один из крупнейших монетных дворов мира по чеканке монет, в том числе памятных и юбилейных из драгоценных металлов, а также по изготовлению орденов, медалей, знаков отличия и других изделий из цветных металлов и их сплавов. Основан Петром I в 1724 году на территории Петропавловской крепости. Является одним из старейших промышленных предприятий Санкт-Петербурга.

## История
Датой основания Санкт-Петербургского монетного двора принято считать 12 декабря 1724 года. В 1899 году к 175-летию предприятия была выпущена памятная медаль с лаконичной надписью: «Основан повелением императора Петра I в 1724 году». Тогда своим именным указом Пётр Великий повелел «золотую монету в Санкт-Петербурге делать в крепости». В этом году на рублёвиках впервые появилась аббревиатура «с.п.б.», ставшая опознавательным знаком санкт-петербургской чеканки до 1914 года.

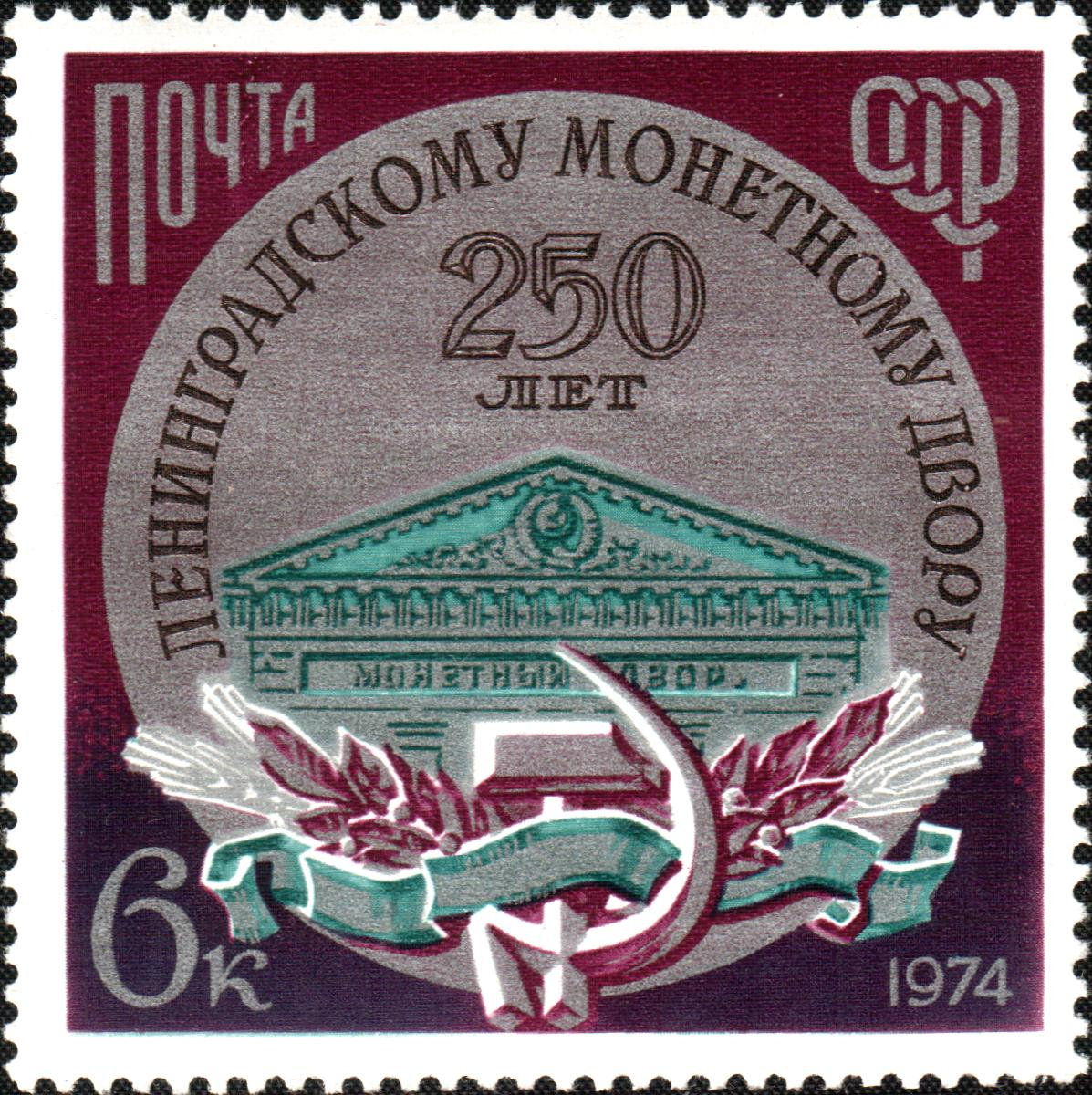
Почтовая марка СССР, 1974 года к 250-летию Ленинградского монетного двора

Целью перевода в Петербург производства монет было укрепление городского статуса столицы и создание «порядочной модели» для других подобных производств. «Начало делания золотой монеты в Санкт-Петербургской крепости» было положено указом от 28 февраля 1721 года. После смерти Петра I производство временно закрывалось (процесс, аналогичный переезду в Москву царского двора), но возобновилось в конце 1730-х годов.
Чеканил общегосударственные золотые, платиновые, серебряные и медные монеты всех достоинств, часть монет 1833—1841 годов с двойным (русским и польским) обозначением номинала, а также иностранные монеты: нидерландские дукаты (1768—1869 гг.) и турецкие пиастры (1808—1809 гг.). Чеканил ряд пробных монетных серий в качестве образцов для периферийных монетных дворов (Таврического, Сузунского, Тифлисского), а также пробные никелевые монеты 1911 года.
Участвовал в массовой перечеканке медных монет в 1762 году и в начале и середине 1796 года при Екатерине II с двукратным увеличением их монетной стопы, а также в обратной перечеканке этих монет при императоре Павле I с приведением их в прежнюю монетную стопу. Обратную перечеканку монет в конце 1796-го года производил специальными штемпелями с обозначением Екатеринбургского монетного двора.
Изготавливал маточники для некоторых отечественных монетных дворов (Таврического, Гельсингфорсского и других), а также для отечественных и иностранных предприятий, которые выполняли заказы русского правительства на чеканку монеты.
На Монетном дворе, помимо чеканки монет, выполнялись многочисленные медальерные работы. Здесь работали выдающиеся медальеры: в XVIII веке — С. Юдин, Т. Иванов, В. Краюхин, в XIX — А. А. Клепиков, А. П. Лялин и др. Монетный двор оказал большое влияние на развитие русской техники. С ним связана деятельность учёных и изобретателей: А. К. Нартова, И. А. Шлаттера, И. А. Неведомского, П. Г. Соболевского, Б. С. Якоби и др. В середине XVIII в. здесь основана Лаборатория разделения благородных металлов, которая играла существенную роль в развитии отечественной химии и металлургии драгоценных металлов: золота, серебра, платины, палладия.
Санкт-Петербургскому монетному двору принадлежит центральное место в развитии монетного дела в России. С 1811 по 1918 годы этим крупнейшим в мире предприятием руководили горные инженеры, в основном — выпускники Горного кадетского корпуса (Горного института): Г. И. Эллерс (1811—1843), Р. А. Армстронг (1843—1858; окончил Эдинбургский университет), К. Ф. Бутенев (1858—1863), Н. И. Ольховский (1863—1867), П. А. Олышев (1868—1872), Н. А. Иванов (1872—1873), В. И. Рожков (1873—1882), Н. П. Фоллендорф (1882—1905), А. Г. Редько (1905—1912), П. В. Клебек (1912—1916), Э. И. Бабаянц (1916—1918).
С 1876 по 1942 год здесь был сосредоточен выпуск всех видов государственных металлических знаков, были внедрены технологии массового производства орденов, варки цветных органических эмалей и многие другие.
В 1921 году на Монетном дворе началась чеканка советской монеты.
В августе 1941 года в связи с начавшейся Великой Отечественной войной, основная часть оборудования Монетного двора была эвакуирована в Краснокамск и расположена в помещениях бумажной фабрики Гознака. В связи с блокадой Ленинграда и вступлением многих рабочих и служащих Монетного двора в отряды народного ополчения на создаваемый Краснокамский монетный двор было откомандировано всего около сорока квалифицированных работников, которые в октябре пустили его в эксплуатацию. Краснокамский монетный двор по своей производственной мощности не удовлетворял возросшую потребность в орденах и медалях, а возможностей для его расширения не было. Поэтому Совет Народных Комиссаров СССР поручил Наркомфину СССР создать Монетный двор в Москве, которому были выделены производственные помещения на территории Московской печатной фабрики.
29 апреля 1974 года указом Президиума Верховного Совета СССР «Ленинградский монетный двор» Гознака Министерства финансов СССР награждён орденом Трудового Красного Знамени за достигнутые производственные успехи и в связи с 250-летием со дня основания.

Знак Санкт-Петербургского монетного двора на монете 1 рубль 2006 года

Санкт-Петербургский монетный двор — старейшее предприятие российского объединения «Гознак» — производит награды, ордена и медали, памятные (а до 2013 года — и разменные) монеты, в том числе и из драгоценных металлов, значки, памятные знаки. Наряду с государственными заказами предприятие выполняет работы по заказам частных лиц и фирм.
С июня 2024 года часть комплекса зданий Монетного двора в Петропавловской крепости занимает Музейно-производственный комплекс. Здесь можно увидеть часть действующего производственного цеха Монетного двора, где представлены основные этапы изготовления продукции: от объёмного моделирования, изготовления чеканочных инструментов и работы гравера – до полировки штемпелей и чеканки готовых изделий.
В октябре 2024 года Банк России выпустил 2 серебряные монеты, посвященные 300-летию Санкт-Петербургского монетного двора.
Буквенный монетный знак — СПБ, СПМ, СПМД, СП, СМ, Л, ЛМД.

## Архитектура
Первоначально «казармы для распространения монетного дела» находились в куртине между Екатерининским (Нарышкиным) и Трубецким бастионами. В 1798—1806 годах для Монетного двора было построено современное специальное здание, во время его строительства производство находилось в Банковском монетном дворе. Сохранился чертёж архитектора Антонио Порто, согласно которому он считается автором проекта.

## Галерея

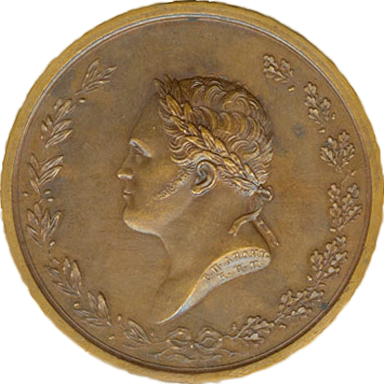
Бронзовая медаль Московского общества сельского хозяйства. После 1825. Аверс. Бронза, 49 мм, >52,6 г
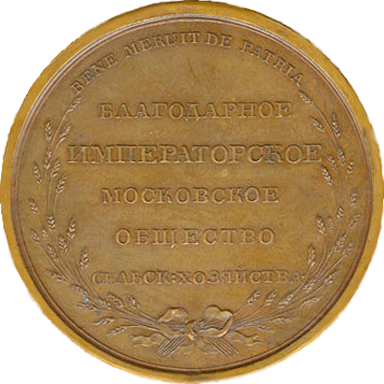
Бронзовая медаль Московского общества сельского хозяйства. После 1825. Реверс. Бронза, 49 мм, >52,6 г
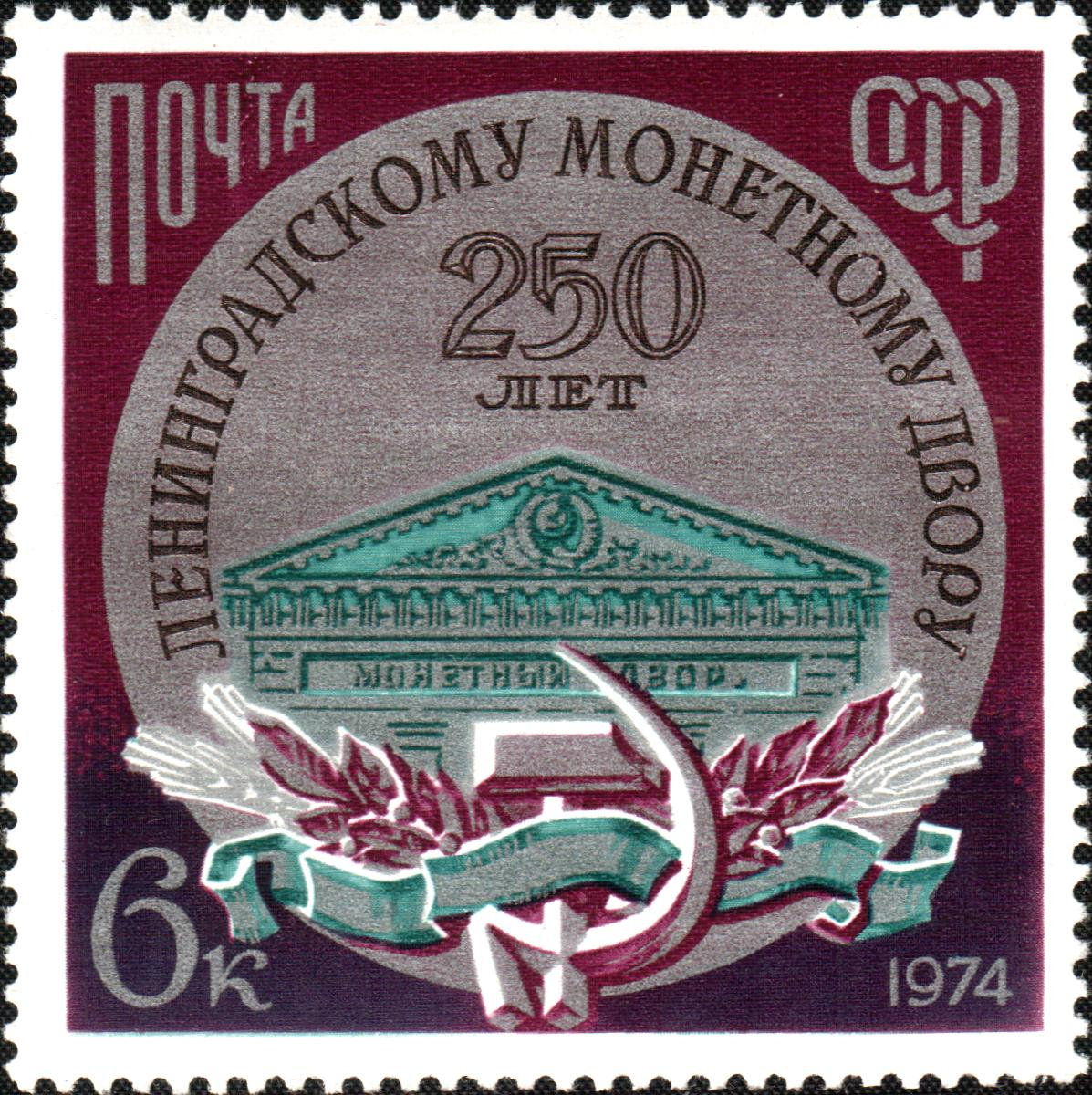
Почтовая марка СССР, 1974
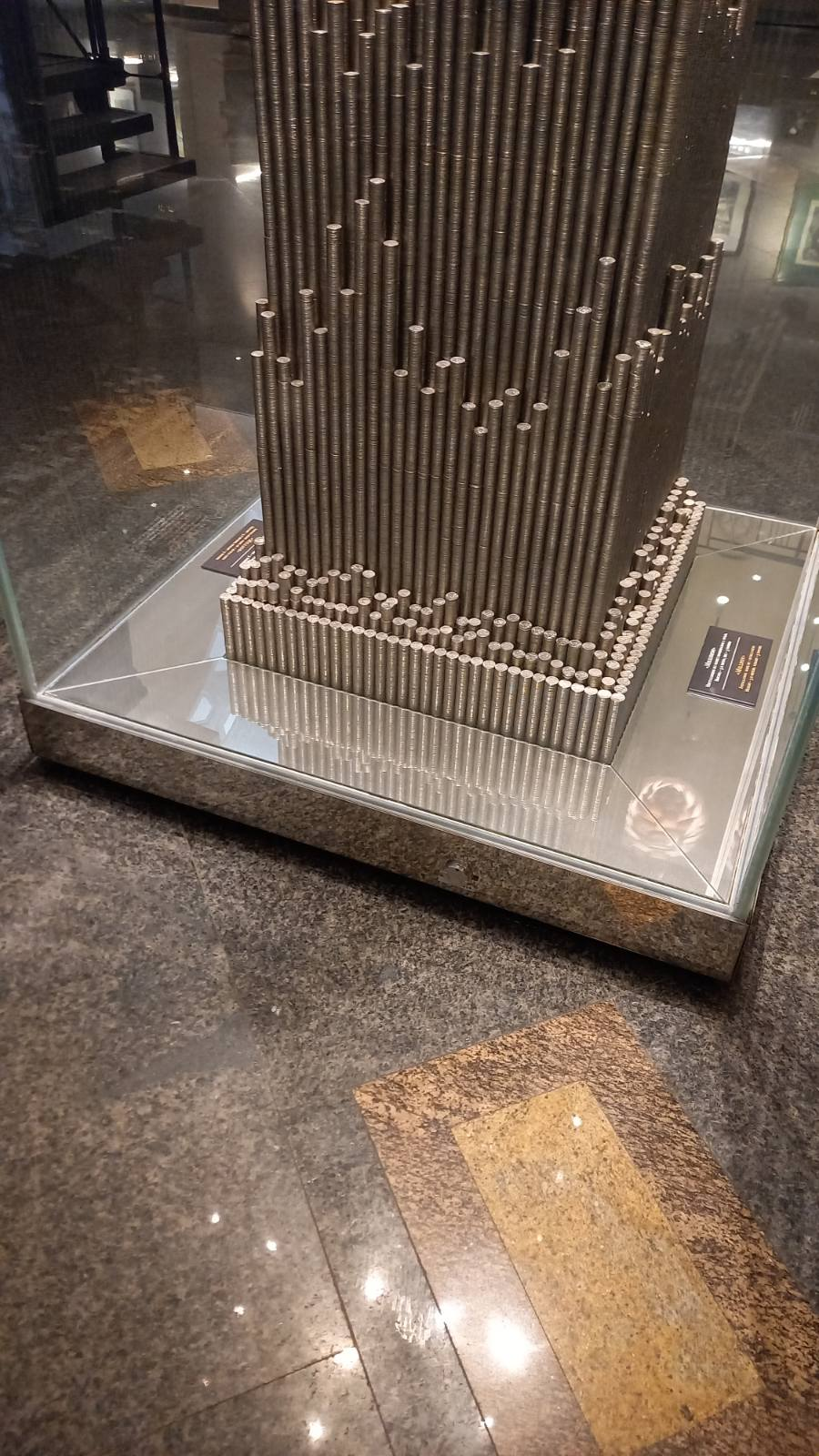
Инсталляция «Миллион», состоящая из миллиона монет номиналом 1 рубль каждая
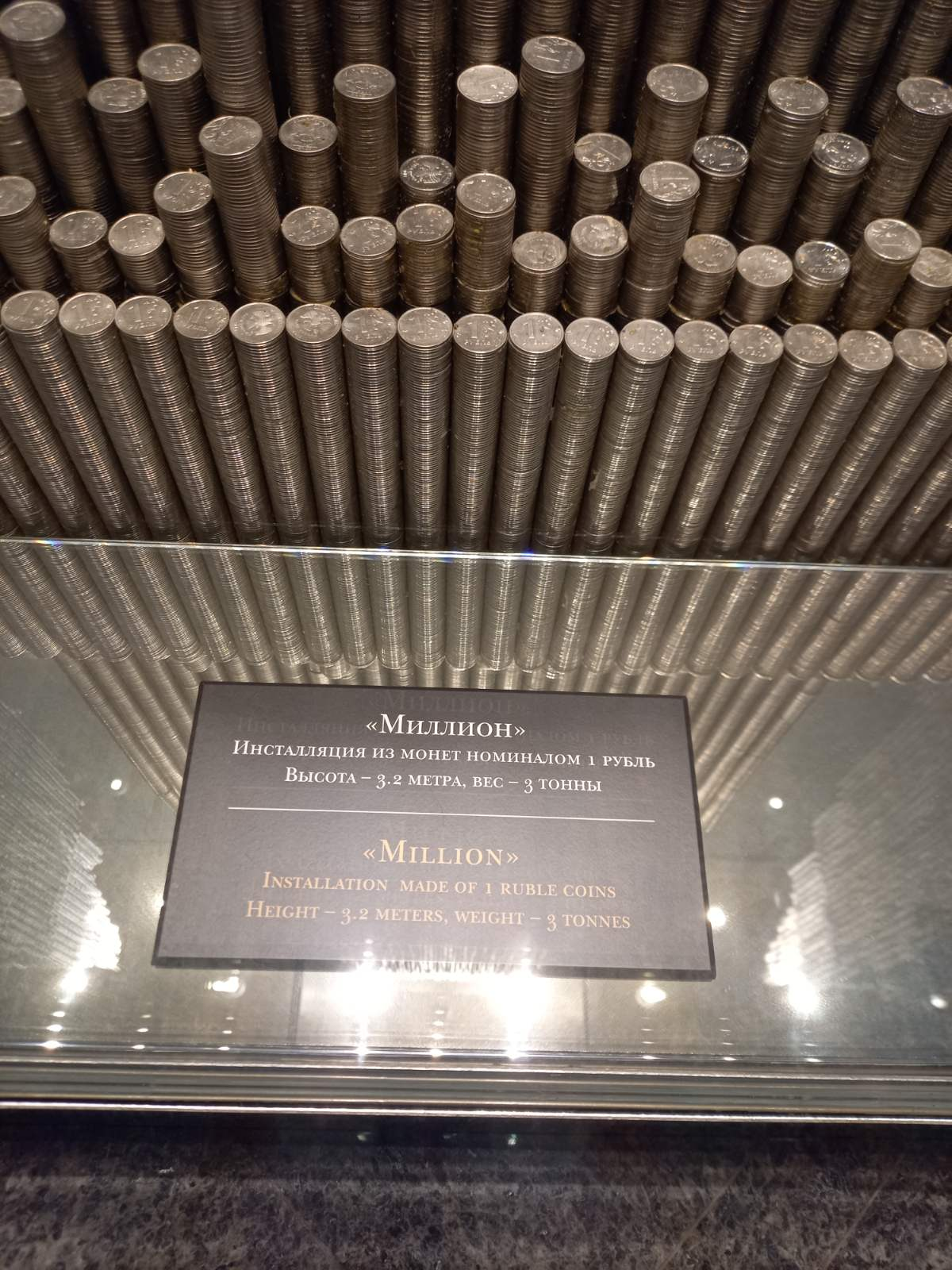
У подножия «небоскрёба» из миллиона монет
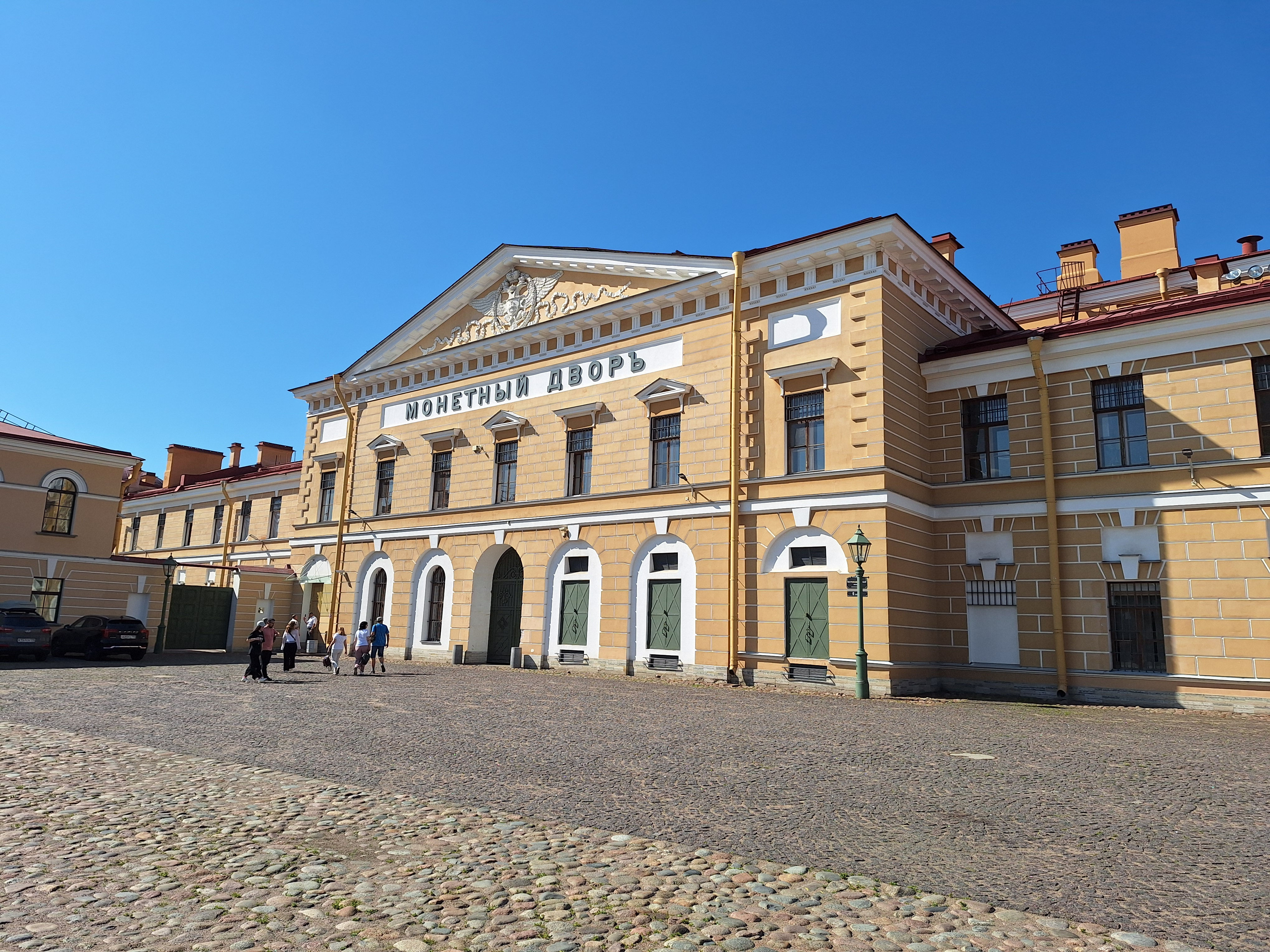
Монетный двор в Петропавловской крепости в 2024 г.
Монета Банка России, 2024 год
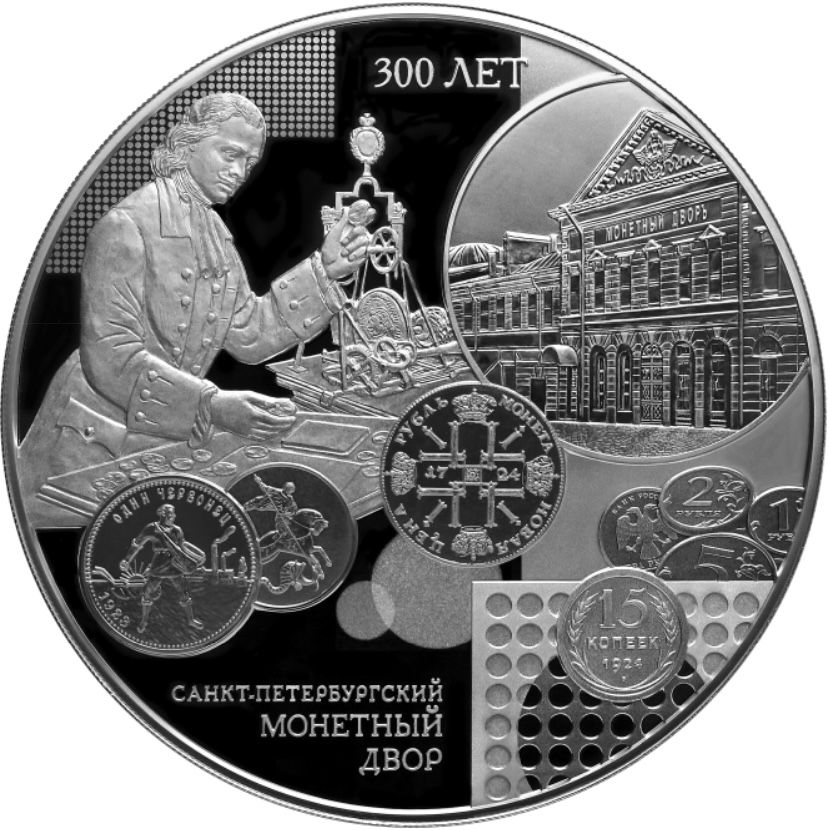
Монета Банка России, 2024 год

## Видео
- Как делают деньги. Монетный Двор Санкт-Петербурга.
- Как работает Санкт-Петербургский монетный двор?